# 대한민국의 웹 호환성 문제
대한민국의 웹 호환성 문제란 과거 대한민국의 많은 웹사이트가 웹 표준을 덜 준수하고 마이크로소프트(MS)의 인터넷 익스플로러(Internet Explorer, IE)에서만 작동되는 비표준 기술을 채용함으로써 파이어폭스, 크롬 등 다른 웹 브라우저를 비롯해, 윈도우 모바일을 탑재한 기기를 제외한 스마트폰(아이폰, 안드로이드 등)과 아이패드와 같은 태블릿 컴퓨터 등에서 정상적으로 이용할 수 없는 문제를 말한다. 2021년 1월 1일 기준 전자서명법의 개정이후 및 MS의 IE에 대한 지속적이고 단계적인 중단 정책 그리고 크로미움을 기반으로 하는 오픈소스 웹브라우저의 사용자 계층 증가로 이러한 웹 호환성 문제는 운영체제 의존성 문제도 해결하는 보다 성숙된 방향으로 해결되었다.

## 문제
과거 관공서와 은행에서도 인터넷 익스플로러의 액티브X 사용을 강제하는 것은 가장 심각한 문제로 비판받고 있다. 예를 들어, 대한민국 정부가 제공하는 종합 민원포털사이트인 민원24에서는 액티브X가 없다면 민원은커녕 메인화면조차 볼 수가 없다. 심지어 일부 관공서 사이트에서는 웹브라우저의 보안 수준을 내릴 것을 요구하기까지 한다. 대한민국의 웹 호환성 문제는 박근혜 정부의 규제개혁 토론에서 대통령이 직접 문제점으로 지목하기도 한바있다.
특히 클릭 한두번이면 1초에 결제가 가능한 해외 사이트에 비해, 구매시마다 매번 액티브X 프로그램을 설치하는 등 10단계 넘는 과정을 거쳐야 하는 불쾌한 과정이 소비자들을 해외직구 사이트로 향하게 만들고 있다. 대한민국은 마이크로소프트의 인터넷 익스플로러 사용만을 강요하고 액티브X와 공인인증서 사용이 없이는 쇼핑이 아예 불가능하도록 법률로 강제시킨 세계 유일의 국가로, 이러한 시스템에서는 스마트폰 등에서 국내 쇼핑몰의 이용이 아예 불가능한 심각한 문제를 안고 있다. 이와 같은 대한민국의 웹 호환성 문제는 온라인 쇼핑 산업을 저해하는 '망국병'이라고까지 비판받고 있는 상황을 초래한바 있다.

## 현상

레이아웃이 어긋나는 예

파이어폭스, 사파리, 구글 크롬, 오페라 등 다른 웹 브라우저로 인터넷 익스플로러 전용 사이트를 이용하려고 하면 대표적으로 다음과 같은 현상을 볼 수 있다.
1. 레이아웃 파괴: 페이지 레이아웃이 흐트러지거나 특정 부분이 표시되지 않음.
2. 클릭 무반응: 웹사이트 안의 단추를 눌러도 반응하지 않음.
3. 로그인 불가: 로그인을 해도 로그인을 하지 않은 상태로 되돌아감.

이 밖에도 작성된 비표준 코드에 따라 사용자가 미처 예상할 수 없는 황당한 현상이 나타날 수 있다. 인터넷 익스플로러 전용 사이트들 중 일부는 인터넷 익스플로러에서만 이용이 가능하다는 안내 메시지를 띄우거나, 'Netscape 6.0은 지원하지 않습니다.'라는 메시지 창을 띄우기도 한다.

## 원인

### 전자상거래 암호화 기술
원인의 시초는 전자상거래 암호화 기술로부터 시작되었다. 과거 2000년까지는 미국 정부가 미국판 인터넷 익스플로러에는 128비트 수준의 고수준 암호화 기술인 SSL 보안 접속을 허용했으나 미국을 제외한 수출용 인터넷 익스플로러는 40비트 이상의 보안 접속을 하지 못하도록 금지해 왔다. 1990년대 후반 대한민국에서 초고속 인터넷망이 확산되면서 다양한 은행거래와 카드 결제 서비스가 생겨나 보안위협이 대두되자 정보통신부 산하 기관인 한국정보보호진흥원에서는 독자적인 128비트 대칭키 블록 암호화 알고리즘 SEED를 개발하였고 이를 웹 브라우저에 간편하게 탑재하기 위하여 인터넷 익스플로러에서만 작동하는 ActiveX를 사용하였다. 이는 곧 국내 표준이 되어 금융감독원은 이 기술을 전자상거래를 위한 보안성 심의 기준으로 삼았다. 이로 인해 ActiveX는 대한민국 인터넷 환경에서 폭발적으로 확산되게 되었다. 하지만 2000년대 이후 128비트 암호화 기술을 사용하는 SSL의 수출 제한이 해제되어 SSL이 로열티를 지불하지 않는 국제 표준으로 인정되면서 대부분의 웹 브라우저와 국가의 전자상거래 체계가 이 기술을 채택하게 되었으나 대한민국은 이미 SEED를 ActiveX로 개발하여 사용해왔기에 계속 사용하게 되었다.

### 인터넷 익스플로러 이용률 증가
2000년대 초반, 세계 웹 브라우저 시장은 인터넷 익스플로러의 유일한 경쟁 상대였던 넷스케이프가 실패하고, 마이크로소프트가 윈도우 운영 체제에 인터넷 익스플로러를 기본 탑재하고 이를 사용하도록 유도하는 '끼워팔기 작전'이 사실상 성공하면서 점차 인터넷 익스플로러가 웹 브라우저 시장을 지배하는 시대를 맞이하게 된다.  대한민국에서는 당시 정보화 시대에 맞추어 집에 PC와 인터넷을 장만하는 사람들이 급격히 늘었고 경쟁 상대가 없는 인터넷 익스플로러 역시 사용자가 급격히 늘기 시작하였다. 웹사이트들은 대부분 인터넷 익스플로러 전용으로 제작되고 덩달아 ActiveX도 남용되기 시작하였다. ActiveX가 남용된 원인으로는 2000년을 전후하여 대한민국의 정보화 교육을 통해 많은 웹프로그래머를 양산하였는데 이때 ActiveX를 통한 프로그래밍 방식이 집중 교육되었고 이때 교육받은 사람들이 웹개발의 주류가 되었기 때문이다.

### 악순환의 반복
그렇게 인터넷 익스플로러의 세계 시장 점유율이 정상을 향해 가던 도중, 2004년 넷스케이프사의 후원으로 모질라 재단에서 제작된 파이어폭스가 출시되었다. 파이어폭스가 인터넷 익스플로러보다 우수하다는 사실이 블로그와 언론 등을 통해 세계 곳곳에 소문이 나면서 하나 둘씩 인터넷 익스플로러 대신 파이어폭스를 쓰기 시작하였고, 이를 계기로 사파리, 오페라, 크롬 등 다른 웹 브라우저에 대한 관심도 높아졌다. 그 결과, 현재 세계 웹 브라우저 시장은 구글 크롬의 점유율이 65% 정도, 사파리의 점유율이 17%정도로 인터넷 익스플로러 외의 웹브라우저의 점유율이 압도적으로 높아진 반면에 인터넷 익스플로러와 MS 엣지(크로미움 기반으로 인터넷 익스플로러와 호환되지 않음)의 합산 점유율은 5%까지 떨어졌고 지금도 점유율이 계속 떨어지고 있다.
대한민국에서도 역시 파이어폭스가 입소문이 나면서 사람들이 인터넷 익스플로러 대신 다른 웹 브라우저에 관심을 가지기 시작하였으나 인터넷 익스플로러 전용 사이트가 많아 제대로 이용할 수 없었다. 대부분 웹사이트에서 파이어폭스를 이용할 수 없어서 몇몇 사람들은 인터넷 익스플로러 전용 사이트에 인터넷 익스플로러로 접속하여 고객센터에다가 파이어폭스에서도 이용할 수 있게 해달라고 요청하였다. 하지만 업체 측은 대부분 '인터넷 익스플로러 사용자가 99%라서 극소수가 사용하는 다른 웹 브라우저까지 지원할 필요는 없다.'라고 주장하였고, 이용자 측은 '다른 웹 브라우저에서는 이용할 수 없으니 1%가 울며 겨자 먹기로 인터넷 익스플로러를 쓸 수밖에 없다.'라고 주장하게 되는 악순환이 오늘날에도 반복되고 있다. 이 때문에 대한민국에서 다른 웹 브라우저나 운영 체제를 쓰는 것이 상당히 불편하다. 2011년 8월까지 대한민국의 인터넷 익스플로러 시장 점유율은 매달 90% 이상 차지하였다.

## 임시변통

### 사용자 임시변통
- 윈도우 운영 체제를 사용하는 경우 파이어폭스에서는 IE Tab[깨진 링크(과거 내용 찾기)] 과 같은 부가 기능을 설치하면 인터넷 익스플로러의 엔진을 사용할 수 있다. 하지만 인터넷 익스플로러의 엔진을 파이어폭스에서 불러들이는 방식은 불안정하기에 인터넷 익스플로러를 따로 실행시키는 IE View[깨진 링크(과거 내용 찾기)]를 권장하는 경우도 있다.
- 리눅스나 OS X 같은 비윈도우 계열 운영 체제에서는 버추얼박스 같은 가상 머신에 윈도우를 설치한 뒤, 게스트 윈도우에서 인터넷 익스플로러를 실행하는 방법이 있다.
- Wine에 IEs4Linux를 설치해서 사용할 수도 있다. 하지만 오작동이 잦기 때문에 이것보다는 위의 방법을 권장한다.

### 전자정부 웹 표준 준수 지침
2008년 4월 29일 대한민국 행정안전부는 전자정부 웹 사이트 이용자가 특정 운영 체제나 웹 브라우저에 상관없이 접속할 수 있도록 정부에서 전자정부시스템 구축 시 반영해야 하는 최소한의 규약을 정의한 "전자정부 웹 표준 준수 지침" 제정 사항을 확정·고시하였다. 또한 이를 좀 더 실효성 있는 지침으로 만들기 위해 기술적 제약이 없는 한 최소 3종 이상의 브라우저에서 호환성을 확보하는 것을 원칙으로 한 "전자정부 웹호환성 준수지침"을 2009년 8월 19일자로 제정·고시하였다.

## 개선 움직임
일찍부터 시대에 뒤처진 것으로 비판이 많았던 웹 호환성 문제는 스마트폰 시대에 접어들며 더 이상 방치할 수 없는 문제가 되었다. 이에 2010년 경을 기점으로 다음과 같이 다양한 해결방안이 제시되고 실제 사용 가능하도록 구현까지 되었으나, 문제의 핵심인 공인인증서 폐지가 말만 무성할 뿐 실행에 옮겨지고 있지 않아 아직도 개선은 요원한 상태이다.
그리고 2017년 12월 대한민국정부는 2018년 연말정산부터 액티브X를 폐지하기로 했으나, 2018년 연말정산에서는 exe파일은 설치해야 하는 상황이다.

### 프리 뱅크 운동
2003년 곽동수가 시작한 '프리뱅크'운동은 소외 받았던 비 윈도우, 비 IE 사용자를 위하여 인터넷 뱅킹 서비스를 제공하는 은행에 100억원의 계좌 개설을 약속하는 시민 행동을 진행한다. 당시 총 2천 2백여명이 160억원을 기탁하기로 하였으나, 당시 금융권 규제와 사용자수가 적다는 이유로 참여한 은행은 없었다. 다만, 신한은행이 매킨토시용 인터넷 뱅킹 솔루션을 개발 제공한 이후 프리뱅크 운동은 종료되었다.

### 웹 표준 프로젝트
모질라 한국커뮤니티에서는 2004년 웹 표준 포럼을 개설하여, 이를 개선하기 위한 다양한 토론 및 홍보 활동을 지속하였다. 운영자인 윤석찬의 주도로 반 액티브X 캠페인을 진행하며, 매년 웹 표준 가이드를 무료 제공하였다. 또한, 2005년 8월에는 국내 주요 웹 표준 기술 커뮤니티를 중심으로 웹 표준 프로젝트 보관됨 2023-01-11 - 웨이백 머신를 개설하여, DOM 오류 제거 및 기존 테이블 레이아웃을 CSS로 바꾸는 것을 권고하는 등 주로 웹 페이지 레이아웃에 대한 웹 브라우저 호환성에 초점을 맞추었다.

### 오픈 웹
오픈웹(Open Web)은 윈도우와 인터넷 익스플로러를 통해서만 이용할 수 있는 대한민국의 전자정부와 온라인 뱅킹 서비스를 대상으로 서비스를 웹 표준에 맞도록 개선할 것과 리눅스, 맥 OS나 오페라, 크롬, 파이어폭스, 사파리 등 마이크로소프트 제품을 사용하지 않는 사용자를 위한 지원을 제공할 것을 요구하는 대한민국의 모임으로, 고려대학교 법과대학 김기창 교수가 2006년에 설립하였다. 대한민국의 대부분 웹 페이지 암호화는 ActiveX로 구현이 되어있는데, 이것에 대해 금융감독위원회는 보안 문제 때문에 이를 사용한다고 하였지만, 이미 SSL 등의 다양한 범용 암호화 기술이 있는 상황에서 ActiveX로 암호화를 구현하는 것은 시대에 뒤떨어지는 기술이라고 주장했다. 방통위는 ActiveX 퇴출을 권장하였다.

### IE6 퇴출 운동
인터넷 익스플로러 6(IE6)은 2001년에 출시한 웹 브라우저이다. 보안에 취약하고, 최신 기술을 지원하지 않고, 웹 표준을 거의 따르지 않는 낡은 웹 브라우저지만, 윈도우 XP의 영향으로 2009년 당시 세계 시장에서는 20%, 대한민국에서는 50%에 육박하는 압도적인 점유율을 보였다. 따라서 많은 업체들이 IE6에 맞추어 웹사이트를 만들기 때문에 많은 시간과 인력이 낭비되고, 점차 IT 산업에 악영향을 끼치게 된다. 이러한 악영향을 줄이기 위해 세계 곳곳에서 IE6 No More, IE6 Must Die, IE6 Countdown 등 인터넷 익스플로러 6을 퇴출하기 위한 운동을 벌이고 있다. 대한민국에서는 각 포털 사이트에서 IE6으로 접속했을 때 IE7과 IE8로 업그레이드를 권장하는 메시지를 화면 상단에 띄운다.
이러한 IE6 퇴출 운동과 2014년 4월 윈도우 XP지원 종료, 스마트폰 열풍으로 인해 IE6의 시장 점유율은 2014년 1월 현재 대한민국에서 2% 미만으로 낮아졌고, 전 세계 시장에서도 5% 미만으로 떨어졌다.

### 일부 웹사이트의 개선
인터넷 서점 알라딘은 익스플로러를 제외한 다른 인터넷 브라우저에서도 결제가 가능하도록 웹사이트를 개편하였다. 경쟁업체인 예스24도 2010년 1월 5일에 타브라우저에서 결제할 수 있도록 시스템을 제공했었으나, 사전에 신용카드 업체와 전자지불 업체 사이에 협의가 이루어지지 않아 1월 19일 타 브라우저에서 결제 할 수 있도록 제공하던 서비스를 중단하게 되었다. 공공기관으로는 2010년 1월 국세청이 웹사이트를 웹 표준에 맞게 개편하였으며, 문화체육관광부는 웹 접근성을 강화하여 웹 접근성 품질마크를 획득하기도 하였다. 기업으로는 유한킴벌리가 웹 접근성을 강화하여 웹 접근성 대상까지 수상하였고, 행정안전부는 1000개의 기업, 기관에 대해 웹 표준 실태 조사에 나섰다. 2010년 7월 9일 우리은행은 모든 플랫폼에서 이용 가능한 범용 기술들로 인터넷 뱅킹 시스템을 구현한 우리오픈뱅킹 서비스를 출시하여 호환성을 지키기 위한 노력들이 천천히 확산되는 추세다. 이어서 국민은행이 우리은행을 이어 KB오픈뱅킹을 2011년 1월 9일에 출시하였고, 기업은행이 기업은행 오픈웹뱅킹을 2011년 2월 9일 출시하였다.
오픈뱅킹이 가능한 은행
- 우리은행: 우리오픈뱅킹
- 국민은행: KB오픈뱅킹
- 기업은행: 기업은행 오픈웹뱅킹
- 하나은행: 하나은행 오픈뱅킹
- 신한은행: 신한은행 오픈뱅킹
- 농협은행: 농협은행 오픈뱅킹

### 스마트폰의 활성화
- 2009년부터 대한민국에서는 스마트폰 열풍이 서서히 불기 시작했고, 2009년 11월 아이폰 발매와 동시에 스마트폰의 수요와 공급이 폭발적으로 증가하기 시작했다. 이에 따라 스마트폰을 이용한 무선인터넷 사용이 증가하였지만, 국내 전자상거래의 경우 과도한 ActiveX 사용과 공인인증서 필수 사용등으로 인해 전자상거래 서비스 자체가 제한받는 상황이어서 이에 따른 유저들의 전자상거래와 금융 서비스 관련 요구도 점점 증가하게 되었다.
- 2010년 3월 7일 행정안전부는 금융거래시 공인인증서만 보안 프로그램으로 인정하고 있는 규제를 폐지하기로 하였다. 이로 인해 ActiveX가 실행되지 않는 스마트폰에서도 인터넷 뱅킹이 가능하게 되었다.[33][34] 그러나, 금융위원회는 전자금융거래법 시행령 개정을 검토한 바 없다고 밝혔다.[35]

### 인터넷 이용 환경 개선 추진계획 발표
- 2011년 3월 30일 방송통신위원회는 ActiveX 대체기술 적용 확산, 웹 브라우저 이용 다양화 및 웹환경 고도화 등을 골자로 하는 "인터넷 이용 환경 개선 추진계획안"을 발표했다.[36] ActiveX는 그동안 악성코드 유포 경로로 악용되어 왔으며, DDoS 등의 문제를 일으켜왔다.[37]

### HTML5 기반 암호화 표준화 진행
한편, 모질라한국커뮤니티의 윤석찬의 주도로 웹 표준 기반 HTML5 암호화 및 인증서 기능을 W3C에 제안하여, Web Cryptography API 표준안 제정 활동이 시작되었다.

### 주요 웹사이트의 ActiveX 사용실태 분기별 조사·발표
- 2012년 1월 17일 방송통신위원회는 주요 100대 웹사이트의 ActiveX 사용실태를 분기별로 조사·발표(1차 발표 3월말 예정)하고, 웹사이트 개선시 활용할 수 있는 ‘웹사이트 진단 시스템’을 구축해 웹 개발자나 웹서비스 제공자에게 개방할 계획이라고 발표했다.[41]

### 민간 및 행정기관의 주요 웹 사이트 각각 100개 대상 ActiveX 사용현황 조사
- 2012년 4월 2일 행정안전부와 방송통신위원회는 인터넷 이용편의증진 및 웹서비스 경쟁력 강화를 위해 민간 및 행정기관의 주요 웹 사이트 각각 100개를 대상으로 ActiveX 사용현황을 조사했다. 대한민국의 민·관 주요 200대 사이트 중 84%인 168개 사이트에서 웹브라우저 호환성과 보안문제를 야기하는 ActiveX 기술을 사용하고 있는 것으로 나타났다. 민간영역은 결제·인증(41.1%), 행정기관은 보안(40%)에서 ActiveX를 가장 많이 사용하는 것으로 나타났다.[42]
- 2012년 7월 12일 행정안전부와 방송통신위원회는 1/4분기에 이어 2/4분기에도 주요 웹사이트 200개(민간 100, 행정기관 100)를 대상으로 ActiveX 사용현황을 조사했다. 이번 조사에서는 IE(인터넷 익스플로러)에서만 ActiveX를 사용하고 다른 웹브라우저에서는 대체기술을 제공하여 3종 이상의 웹브라우저(멀티브라우저)를 지원하는 웹사이트 현황도 함께 조사되었다. 그 결과 정부 행정기관의 100대 웹사이트 중 73%는 ActiveX가 없거나 대체기술을 제공하여 3종 이상 웹브라우저에서 사용 가능한 것으로 나타났다.[43]

### 차세대 웹 표준 HTML5 확산 추진계획 발표
- 2012년 7월 12일 방송통신위원회는 대한민국의 웹 환경 개선과 인터넷 글로벌 경쟁력 강화를 위해 “차세대 웹 표준 HTML5 확산 추진계획”을 발표했다.[44][45]
- 2018년 현재 W3C의 WebCryptography API는 전자정부서비스 및 은행등에서  웹표준인 HTML5에 기반한 공인인증서등 보안기술의 기반으로 활용되고있다.[46][47]이는 웹 브라우저의 다양성뿐만 아니라 리눅스, 매킨토시, 마이크로소프트 윈도우 등의 운영체계의 다양성도 보장하는 호환성에 긍정적으로 작용하고 있다.[48]

## 같이 보기
- 엔프로텍트
- 대한민국의 아이폰 출시
- 제한적 본인 확인제
- 갈라파고스화
- 웹 표준
- 안심클릭
- 오픈뱅킹
- 오픈 인터넷쇼핑
- 크로스 플랫폼
- 금융결제원(KFTC)
- 모피아
- 보피아